# Lasianthus rostratus
Lasianthus rostratus är en måreväxtart som beskrevs av Robert Wight. Lasianthus rostratus ingår i släktet Lasianthus och familjen måreväxter. IUCN kategoriserar arten globalt som sårbar. Inga underarter finns listade i Catalogue of Life.